# Jeff Bridges
Jeffrey Leon Bridges, (Los Angeles, Kalifornija, 4. prosinca 1949.) je američki glumac.

## Životopis
Jeff Bridges rođen je u glumačkoj obitelji u Lose Angelesu. Odrastao je u Holmby Hillsu. Njegovi roditelji bili su glumica i spisateljica Dorothy Bridges i glumac Lloyd Bridges. 
Ima još brata i sestru; dok mu je stariji brat preminuo još kao malo dijete 1948. Njegov brat je glumac Beau Bridges, koji mu je pomagao tijekom djetinjstva jer su roditelji često bili odsutni.
U prvom filmu The Company She Keeps glumio je još kao beba, koji je imao premijeru početkom 1951.
Bridges je dobio Golden Globe i Oscara 2010. u kategoriji za najboljeg glavnog glumca za film  Crazy Heart, u kojem igra smiješnog country umjetnika.

## Privatan život
Jeff Bridges se oženio 1977. sa Susan Geston, koju je sreo na farmi gdje se snimao film Rancho Deluxe i koja je radila tu na farmi. Imaju tri kćerke. Glumac Jordan Bridges mu je rođak. 19. listopada 2020. Bridges je objavio da mu je dijagnosticiran limfom i da je prošao kemoterapiju. Bridges je također objavio da se zarazio COVID-19 dok je bio na liječenju i primijetio da je to bilo teško iskustvo zbog kojeg je, kako je rekao, rak "izgledao kao komad torte". Rekao je da je sada potpuno cijepljen protiv COVID-19.

## Filmografija
- The Company She Keeps (1951.)
- The Yin and Yang of Mr. Go (1970.)
- Halls of Anger (1970.)
- The Last Picture Show (1971.)
- Fat City (1972.)
- Bad Company (1972.)
- Lolly-Madonna XXX (1973.)
- The Last American Hero (1973.)
- The Iceman Cometh (1973.)
- Thunderbolt and Lightfoot (1974.)
- Hearts of the West (1975.)
- Rancho Deluxe (1975.)
- Stay Hungry (1976.)
- King Kong (1976.)
- Somebody Killed Her Husband (1978.)
- Winter Kills (1979.)
- The American Success Company (1980.)
- Heaven's Gate (1980.)
- Cutter's Way (1981.)
- Tron (1982.)
- The Last Unicorn (1982.) (glas)
- Kiss Me Goodbye (1982.)
- Against All Odds (1984.)
- Starman (1984.)
- Jagged Edge (1985.)
- 8 Million Ways to Die (1986.)
- The Morning After (1986.)
- The Thanksgiving Promise (1986.)
- Nadine (1987.)
- Tucker: The Man and His Dream (1988.)
- See You in the Morning (1989.)
- Cold Feet (1989.) (Cameo)
- The Fabulous Baker Boys (1989.)
- Texasville (1990.)
- Picture This: The Times of Peter Bogdanovich in Archer City, Texas (1991) (dokumentarni)
- The Fisher King (1991.)
- American Heart (1992.)
- The Vanishing (1993.)
- Fearless (1993.)
- Blown Away (1994.)
- Wild Bill (1995.)
- White Squall (1996.)
- The Mirror Has Two Faces (1996.)
- Hidden in America (1996.)
- Veliki Lebowski (1998.)
- Arlington Road (1999.)
- The Muse (1999.)
- Simpatico (1999.)
- The Contender (2000.)
- Scenes of the Crime (2001.)
- K-PAX (2001.)
- Lost in La Mancha (2002.) (dokumentarni) (narator)
- Lewis & Clark: Great Journey West (2002.) (kratkometražni) (narator)
- Masked and Anonymous (2003.)
- Utrka života (2003.)
- The Door in the Floor (2004.)
- Final Cut: The Making and Unmaking of Heaven's Gate (2004.) (dokumentarni)
- Backstage at the Bowl (2005.) (dokumentarni) (narator)
- The Amateurs (također poznat i kao The Moguls, 2005.)
- Tideland (2005.)
- Stick It (2006.)
- Chasing the Lotus (2006.) (dokumentarni) (narator)
- Surf's Up (2007.) (glas)
- A Dog Year (2008.)
- Iron Man (2008.)
- How to Lose Friends & Alienate People (2008.)
- The Open Road (2008.)
- Crazy Heart (2009.)
- Men Who Stare at Goats (2010.)
- True Grit (2010.)
- TRON 2 (2011.)

## Vanjske poveznice
- Jeff Bridges u internetskoj bazi filmova IMDb-u (engl.)